# ISO 3166-2:LA
کد ISO 3166-2:LA بخشی از استاندارد ایزو ۳۱۶۶ برای کشور لائوس است که توسط سازمان بین‌المللی استانداردسازی ISO تنظیم شده‌است این سازمان، کدهای استاندارد را برای تقسیمات کشوری (ایالتها یا استانهای) کشورهای فهرست شده در استاندارد ایزو ۳۱۶۶-۱ تعریف می‌کند.
هر کد شامل دو بخش می‌گردد که توسط علامت - جدا می‌گردند.
- بخش نخست LA که در ایزو ۳۱۶۶-۱ آلفا-۲ کد کشور لائوس است.
- بخش دوم شامل یک یا دو یا سه حرف است که بیان‌کننده استان یا ایالت کشور لائوس می‌باشد.

## کدها
| کدها  | استان                        |
| ----- | ---------------------------- |
| LA-VT | منطقه وینتیان (municipalità) |
| LA-AT | استان آتاپیو                 |
| LA-BK | استان بوکیو                  |
| LA-BL | استان بولیکام‌سای             |
| LA-CH | استان چامپاساک               |
| LA-HO | استان هوافان                 |
| LA-KH | استان خاموان                 |
| LA-LM | استان لوآنگ نامتا            |
| LA-LP | استان لوآنگ پرابانگ          |
| LA-OU | استان اودومشای               |
| LA-PH | استان فونگسالی               |
| LA-SL | استان سالاوان                |
| LA-SV | استان ساوان‌ناکت              |
| LA-VI | استان وینتیان                |
| LA-XA | استان ساینیابولی             |
| LA-XE | استان سکونگ                  |
| LA-XI | استان شیانگخوانگ             |
| LA-XN | Xaisomboun (zona speciale)   |